# Hôpital maritime de Berck
L'hôpital maritime de Berck est un hôpital de l'Assistance publique - Hôpitaux de Paris (AP-HP) situé en bordure de plage sur le territoire de la commune de  Berck, dans le département du Pas-de-Calais en France.

## Origine (1854-1861)
L'Assistance publique de Paris envoie des « enfants trouvés », vers 1854, à Groffliers chez Marie-Anne Duhamel (dite « mère Duhamel » ou « veuve Duhamel »), une veuve âgée, qui habite Groffliers, un village isolé séparé de la mer et de la plage par le cordon dunaire qui va de l'Authie à la Canche. Cette femme recevait un petit salaire pour les héberger, les nourrir et les élever. Ils sont suivis par le médecin inspecteur de l'arrondissement de Montreuil, le docteur Paul Perrochaud. Celui-ci constate l'amélioration rapide de la santé et de l'état physique des enfants qui repartent à Paris en bonne forme. Il fait part de ce fait à son inspecteur divisionnaire, l'instituteur Jules Frère,, et ils prennent la décision de faire un essai de ce « traitement maritime » avec des jeunes scrofuleux (forme ganglionnaire de la tuberculose) de leur département. Le traitement de type hydrothérapie consiste à les amener dans une brouette jusqu'à la mer, de les baigner et de panser leurs ulcères, par groupe d'une dizaine d'enfants que l'un ou l'autre des deux docteurs visite tous les trois jours. Le résultat qui leur apparaît comme positif les incite à faire profiter de ce traitement un plus grand nombre d'enfants, mais Mme Duhamel vieillit et il leur faut rechercher un autre site d'accueil.

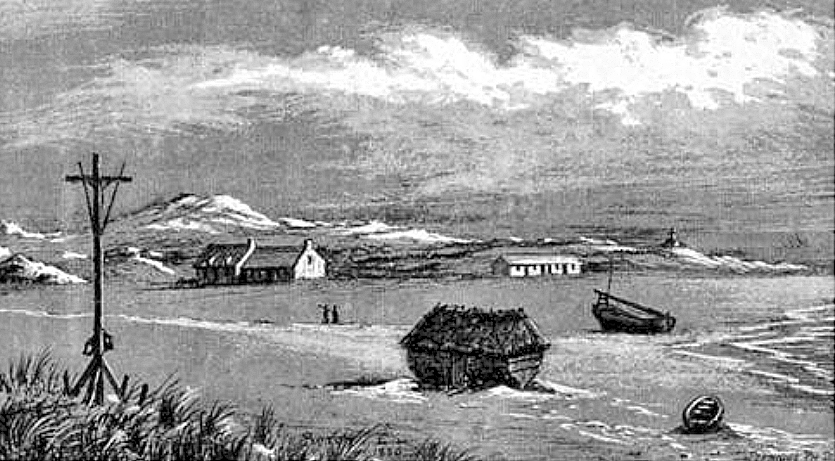
Maison de Mme Brillard sur la plage de Berck (dessin d'Émile Lavezzari 1860).

Ils trouvent à quelques kilomètres, à Berck dans un site identique du point de vue environnement maritime, une femme également veuve et solitaire, Marie-Anne Brillard (dite « veuve Brillard » ou « Marie-Anne-toute-seule ») qui accepte cette charge. Peu après, trois religieuses viennent la seconder. En 1856, vingt-cinq enfants, sur les trente-sept traités à Berck, quittent la plage avec, de l'avis des médecins, une amélioration significative de leur état physique et sanitaire. En 1859, Armand Husson, le nouveau directeur de l'Assistance publique de Paris, organise un voyage d'étude avec des médecins des hôpitaux parisiens pour vérifier de visu s'il est opportun de créer un hôpital maritime pour les jeunes scrofuleux du département de la Seine.
Le rapport de cette visite constate qu'à première vue il semble nécessaire d'installer un établissement, mais des questions sont en suspens, notamment : obtiendra-t-on le même résultat avec un groupe plus important devant supporter la contrainte des règles d'une collectivité ? Comment concevoir un établissement médical qui doit être aussi un lieu d'éducation ? Le site de Berck est-il adapté à une grande structure ? L'administration choisit d'édifier un hôpital provisoire pour permettre une étude plus approfondie de ces divers points.

## Hôpital provisoire (1861-1869)
L'Assistance publique obtient de l'État, après avis des ponts et chaussées, du ministère de la guerre et de celui de la marine, qu'il lui cède un terrain de trois hectares de dunes « relais de mer ». Mais Armand Husson est confronté au problème du choix du matériau et de la durée du chantier car c'est déjà l'hiver et la saison des bains débute vers le 15 juin. Il rencontre l'architecte de Montreuil, Émile Lavezzari, et va visiter son petit lazaret édifié en bois sur la plage pour la « Société humaine des naufragés », exemple d'une construction, économique et rapide à construire, qui résiste bien au vent et au sable. Peu après cet entretien, Lavezzari reçoit l'ordre de produire rapidement un projet pour un établissement de 100 lits, divisés par moitié entre les garçons et les filles. Quatorze jours plus tard, le projet est finalisé et il lui est demandé d'en prendre en charge l'exécution. Il reçoit l'autorisation de construire en mars 1861. L'entreprise M. E. Carpentier, installée à Abbeville, est choisie pour l'ensemble de la construction, néanmoins elle sous-traite toutes les charpentes à Alexandre Crouy, de Boulogne.

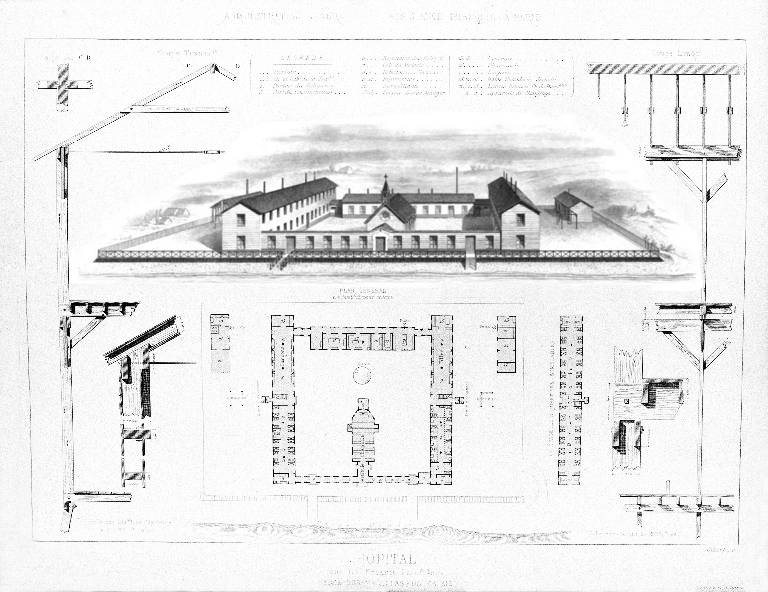
Planche d'architecture de la version finalisée par l'ajout d'une galerie, face à la mer pour protéger la cour du vent, quelques mois après l'ouverture (par Émile Laverazzi).

Le bâtiment à construire prend la forme d'un plan carré ouvert vers le large, avec les deux côtés parallèles, au nord et au sud, constitués par des corps de logis symétriques longs de 45 mètres, espacés de 45 m, avec un seul étage sous une toiture à deux pans. Un bâtiment, uniquement en rez-de-chaussée, ferme le côté est. La cour créée au centre est ouverte vers l'ouest et la mer, avec une chapelle située à égale distance des deux édifices latéraux. À l'Est, des petits édifices sont placés en symétrie au nord et au sud des corps de logis,.

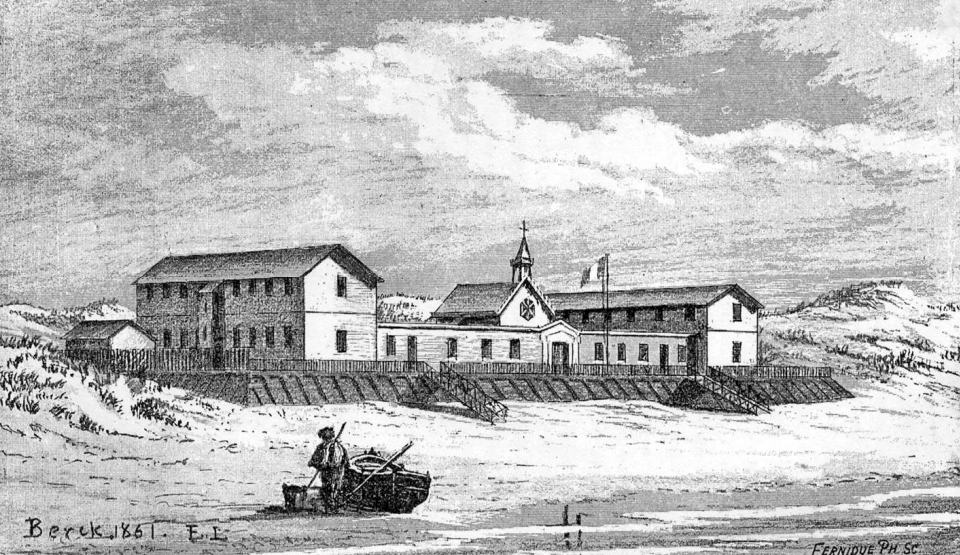
L'hôpital provisoire vu par Émile Laverazzi.

Pour la construction, l'architecte reprend, en l'adaptant, ce qu'il a mis au point pour le lazaret. Les fondations sont identiques, elles sont réalisées avec des piquets de bois long de 1,50 m disposés légèrement en biais dans une tranchée préalablement creusée dans le sable. Après avoir reliés entre eux les piquets par les planches du soubassement, la cavité est rebouchée avec le sable et une couche de petits moellons de craie blanche, pour éviter l'affouillement par le vent. La longueur des piquets enfouis dans le sol est de 1,20 m. La structure des murs est faite de madriers verticaux, section 22 × 8 cm, disposés tous les trois mètres, et de poteaux de remplage espacés de 50 cm d'axe en axe. Toutes les pièces horizontales sont doubles et moisées, excepté les poutrelles de plancher, qui sont simples. Le système de la « double enveloppe », établi par des parois extérieurs et intérieurs, est également repris avec la différence notable qu'il est ici hermétique, afin de constituer un matelas d'air, bon isolant. Cela permet de conserver la chaleur due au chauffage intérieur en hiver et de garder de la fraîcheur lors du fort ensoleillement de l'été. Le problème de l'importante condensation de la vapeur d'eau reportée sur les vitrages est traité par l'installation, sur les tablettes d'appuis des fenêtres, d'une tringle formant un léger rebord, et la création d'une petite rigole reliée à un tube en plomb passant vers l'extérieur. Afin d'éviter le refoulement de l'eau, par le vent, la partie extérieure du tube est recourbée en siphon. La chapelle dispose d'une charpente de toiture différente de celle des autres bâtiments, permettant une vue de l'intérieur, un « rappel de voûtes ogivales avec leurs nervures et pendentifs ». Toutes les toitures sont couvertes en ardoises d'Angers. Dans la cour, sur l'arrière de la chapelle, est creusée une cave qui présente la forme d'un cuvelage de 4,30 m de diamètre dont la paroi est faite de madriers de sapin rouge posés de champ. Elle dispose d'une toiture couverte en bardeaux, située hors-sol, à la manière des moulins à vent locaux.
Les finitions sont réalisées avec une peinture à l'huile au ton brun Van Dyck pour toutes les menuiseries alors que les parois intérieures sont peintes à la colle en gris de lin. La chapelle qui dispose de vitrages de couleurs violet et orange est peinte couleur saumon foncé, avec du vermillon ou de l'outremer pour souligner les nervures, et les petits pilastres et toutes les menuiseries sont en brun Van Dyck, rechampis de vermillon. Le chauffage est réalisé par des poêles à bois installés au rez-de-chaussée, les autres pièces ont des petites cheminées en fonte, le tout étant disposé avec des dispositifs simples pour éviter de mettre le feu à la structure en bois. Excepté les lits, la literie, les linges et la vaisselle, l'entreprise a fourni et posé l'ensemble des équipements intérieurs, notamment les baignoires et le fourneau de la cuisine, mais aussi les clôtures.
Le chantier, débuté le 24 mars 1861 par d'importants terrassements, se poursuit jusqu'au 2 mai, date de la pose du premier piquet de fondation. Le 4 juillet, l'ensemble des jeunes pensionnaires sont installés, ils sont cent quinze. Une inauguration solennelle a lieu le 8 juillet de la même année.

## Hôpital Napoléon (1869-1870)

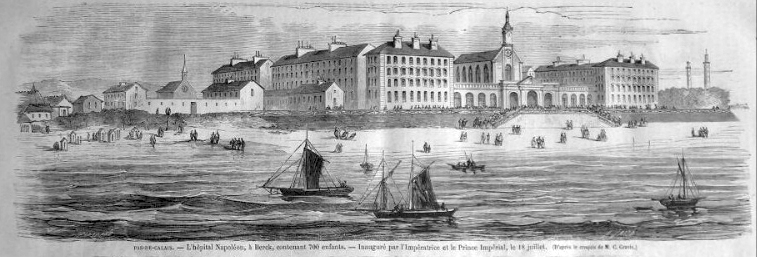
À gauche l'ancien hôpital provisoire en bois, devenu une annexe et à droite l'hôpital Napoléon, en 1869.

La construction, prévue pour cinq cents lits, débute avec l'adjudication des travaux le 11 janvier 1867 et se termine officiellement par l'inauguration, le 18 juillet 1869, de l'« Hôpital Napoléon » par l’Impératrice Eugénie et le Prince impérial accompagnés par de nombreux invités.
L'établissement est débaptisé, après la chute du Second Empire en 1870, et renommé « Grand hôpital maritime » pour le différencier de l'établissement d'origine qui est nommé « Petit hôpital maritime ».

## Hôpital maritime (depuis 1870)

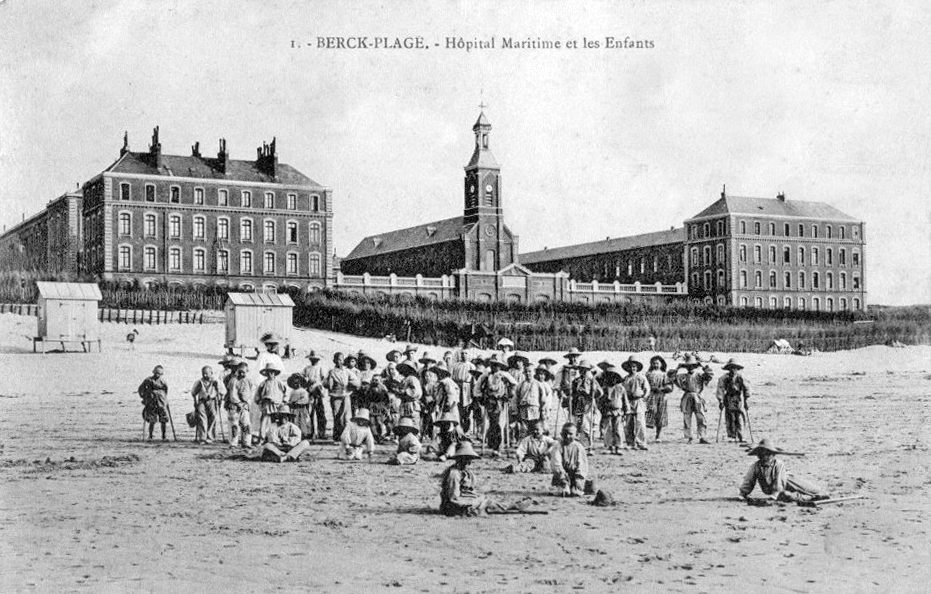
Vers 1900, le grand hôpital maritime et des enfants patients sur la plage.

En 1874, les plans et dessins, de l'architecte Émile Lavezzari, de l'« Hôpital maritime de Berck-sur-Mer » sont présentés dans le pavillon de la Ville de Paris à l'exposition internationale de Londres (réalisée chaque année de 1871 à 1874).
En 1879, Henri Cazin devient le « médecin-chef » après le décès de son prédécesseur le docteur Perrochaud. À sa mort le 7 mai 1891, le jeune chirurgien François Calot assure l'intérim de sa fonction de « chirurgien-chef » jusqu'à la nomination de Victor Ménard, à la fin de l'année, au poste de médecin-chef,.

## L'hôpital auXXesiècle

Les malades du sanatorium de Berck, emmenés dans des voitures à ânes sur la plage, en 1908.

Au début des années 1900, l'ancien hôpital provisoire inutilisé depuis plusieurs années est détruit pour permettre l'agrandissement de l'établissement. Trois pavillons en maçonnerie, dus à l'architecte Gaston Dezermeaux, sont construits par A. Gavet, de 1905 à 1910.
En 1914, le bâtiment comportant une piscine d'eau de mer est transformé en salle de réception.
En 1958, des aménagements sont effectués pour accueillir des « malades poliomyélitiques » dans le contexte du renforcement de la lutte contre cette maladie. C'est le pavillon Perrochaud qui est réaménagé, avec notamment le cloisonnement des salles d'hospitalisation en boxes de huit lits, l'ajout de groupes sanitaires, création de salles de réunions à chaque étage, pour pouvoir rapidement accueillir des lits supplémentaires. En juillet un premier convoi d'enfants venant de l'hôpital de Garches est installé dans l'hôpital maritime.
En 1964, une piscine d'eau de mer est réaménagée dans le bâtiment conçu pour cette fonction à l'origine.

## L'hôpital auXXIesiècle
En mai 2002, l'hôpital maritime est l'un des quatre établissements décentralisés de l'AP-HP, ll compte 180 lits et 310 salariés. Depuis quelques années, des services ont été fermés, notamment la pharmacie, le laboratoire, la radiographie et le bloc. La piscine d'eau de mer a été totalement refaite au début des années 2000 pour un coût de 2,1 millions d'euros. Cette refonte de la piscine est due à l'architecte Emmanuel Gallet qui a pris le parti de retrouver la structure originale datant de la construction du « Grand Hôpital » en détruisant les aménagements postérieurs, notamment ceux de 1964. Cette base originelle est constituée d'un bâtiment en brique avec une toiture faite d'une verrière à quatre pentes. La nouvelle installation comporte principalement trois bassins ayant chacun une fonction : natation, rééducation et marche (ce dernier ayant un fond mobile), et des aménagements périphériques comme les vestiaires-douches. L'ensemble est accessible aux personnes à mobilité réduite.
En juin 2015 s'ouvre le chantier de démolition d'une partie des bâtiments, notamment ceux situés au nord du « Grand hôpital » alors que le bâtiment construit en 1869 est conservé et continue à être dédié à une activité hospitalière.
La piscine en eau de mer est de nouveau rénovée en 2023 sans modification de son architecture. La verrière est conservée mais la charpente métallique oxydée par le sel prend une couleur anthracite qui met en valeur ses détails. L'étanchéité des plages est refaite et un carrelage bleu opale remplace le carrelage installé dans les années 1990.
L'activité hospitalière contemporaine
En 2022, l'hôpital maritime de Berck AP-HP a accueilli près de 1000 patients en hospitalisation complète de rééducation et de réadaptation (SSR). L'hôpital compte 200 lits, 2 salles de kinésithérapie, un plateau d'ergothérapie, un atelier d'appareillage, un atelier fauteuils roulants et toujours une balnéothérapie en eau de mer ainsi qu'une pharmacie.
L'hôpital emploie plus de 370 professionnels sur site alors que des fonctions supports sont regroupées en île-de-France dans l'un des 6 autres hôpitaux qui forment avec l'hôpital maritime, le groupe hospitalier universitaire Paris-Saclay (GHU APHP.Université Paris-Saclay).
L'hôpital maritime de Berck AP-HP s'est ouvert sur son territoire. La moitié des patients réside dans les Hauts-de-France et l'autre moitié réside en Île-de-France.
Dédié aux soins de suite et de réadaptation adultes en hospitalisation complète, l’hôpital maritime de Berck  AP-HP est un établissement de référence dans la prise en charge des patients en rééducation neurologique (113 lits), la rééducation des patients obèses (60 lits), la rééducation des personnes âgées (37 lits).
Il contribue avec le centre hospitalier de l'arrondissement de Montreuil (CHAM), à la filière gériatrique du Montreuillois.
Il est également Centre Intégré au Centre Spécialisé de l'Obésité (CI-CSO) Paris Île-de-France Centre.
En 2022, l'hôpital maritime de Berck AP-HP est le premier hôpital à obtenir le « Label Hospitalité », qui valorise la qualité de l’accueil et de la prise en charge des patients par les équipes.